# Katharina Oguntoye
Katharina Oguntoye (Zwickau, Alemania del Este, enero 1959) es una escritora, historiadora, activista y poeta afroalemana. Fundó la asociación intercultural sin fines de lucro Joliba, en Alemania y es conocida fundamentalmente por coeditar el libro Farbe bekennen con May Ayim (entonces May Opitz) y Dagmar Schultz. La traducción al inglés de este libro se tituló “Mostrando nuestros colores: las mujeres afroalemanas hablan”. No existe traducción al español. Oguntoye ha desempeñado un papel importante en el movimiento afroalemán.

## Biografía
Katharina Oguntoye creció en Leipzig, Heidelberg y en Nigeria. Según relata ella misma, su madre conoció a su padre en la Universidad de Leipzig, donde él estudiaba con ayuda de una beca de la República Democrática Alemana. El padre de Oguntoye regresó a Nigeria en 1965 para ocupar una cátedra. Su madre se reunió con él un año después con Oguntoye y su hermano menor y vivieron en el campus universitario. Allí Oguntoye conoció a la familia de su padre. Dos años más tarde, en 1967, estalló la Guerra de Biafra, por lo que Oguntoye regresó con su madre a la ciudad natal de su tía, Heidelberg, en Alemania. El hermano de Oguntoye permaneció en Nigeria con su padre.
Oguntoye describe su juventud en Heidelberg como difícil, ya que había pocos afroalemanes. Su estancia previa en Nigeria fue esencial para que ella pudiera distinguir entre las atribuciones externas extranjeras y sus propias imágenes. Al mismo tiempo, Oguntoye empezó a involucrarse políticamente en el emergente movimiento ambientalista y, más tarde, también en el movimiento de mujeres.
Katharina Oguntoye se mudó a Berlín en 1982 para obtener el diploma de secundaria que habilita a los estudiantes para la universidad en Alemania en la Escuela de Educación de Adultos de Kreuzberg. Ella era la única persona negra en su clase en la década de 1980. Cuenta que al mismo tiempo, el entorno de una escuela autoorganizada le dio la oportunidad de empoderarse y hacerse visible en discusiones mixtas con otras mujeres. Fue también durante esta época cuando salió del armario como lesbiana.
Tiene una relación civil con su pareja de vida, la escritora y traductora Carolyn Gammon.

### Carrera profesional
En 1984, Oguntoye asistió a algunos seminarios de la poeta y activista estadounidense Audre Lorde, que, entre otras cosas, era profesora invitada en la Freie Universität Berlin. A Lorde le ofrecieron publicar un libro con Orlanda Publishing, pero ella le pidió a May Ayim, que entonces tenía 22 años, y a Oguntoye, de 24, que publicaran una obra sobre y para los afroalemanes en Alemania: Stellt euch einander und der Welt vor [Preséntense a los demás y al mundo ]. En 1986, Oguntoye, Ayim y Dagmar Schultz publicaron Farbe bekennen [Mostrando nuestros colores].
Farbe Bekennen fue el primer libro que describía los encuentros cotidianos racistas de los afroalemanes en Alemania. Se dice que el libro es una de las razones de la politización del movimiento afroalemán. Por primera vez en Alemania las personas negras entraban en contacto entre sí y se politizaron.
A diferencia de hoy, hubo poco reconocimiento por parte de las comunidades feministas blancas, dijo la periodista Laura Freisberg durante una emisión de BR-Zündfunk. En una entrevista de 2019 con L-Mag, Oguntoye recordó: «Nuestra declaración como alemanes negros hizo que las feministas blancas reflexionaran más y se dieran cuenta de que estos son privilegios. Las alemanas blancas tenían la 'tarjeta de verificación de privilegios': derecho al trabajo, derecho a establecerse, libertad de movimiento. Nosotras, como afroalemanas, tenemos estos derechos hasta cierto punto con nuestros pasaportes alemanes, pero se nos niegan continuamente».
Oguntoye comenzó a estudiar historia en la Universidad Técnica en 1985. Su tesis, publicada en 1997 con el título “Eine Afro-Deutsche Geschichte: Zur Lebensituation von Afrikanern und Afro-Deutschen in Deutschland von 1884 to 1950” (Una historia afroalemana: sobre las situaciones de vida de africanos y afroalemanes en Alemania de 1884 a 1950), fue publicada nuevamente en 2020 por la Editorial Orlando. En esta obra histórica se centra en la gente negra en Alemania, con énfasis en las realidades de la vida y la perspectiva de los africanos y afroalemanes más allá de la perspectiva de la mayoría alemana.

### Compromiso político
Oguntoye fue cofundadora de la Iniciativa de la Schwarze Menschen in Deutschland (Gente Negra en Alemania) (ISD) y del grupo de mujeres afro-alemanas ADEFRA. En 1997 también fundó la red intercultural Joliba e. V., que ofrece servicios principalmente a familias de ascendencia africana, afroalemana y afroamericana. Además de festivales infantiles y grupos de padres e hijos, la asociación organiza exposiciones, lecturas y seminarios. Oguntoye explica la motivación de su compromiso sobre todo por el hecho de que las personas negras en Alemania siguen siendo invisibles y no tienen los mismos derechos. También ha liderado la asociación como directora de proyectos y directora general desde su fundación.

## Reconocimientos
Oguntoye recibió el premio 2020 a la Visibilidad Lésbica en el Estado de Berlín.

## Obra (selección)
- Farbe Bekennen. Afro-deutsche auf den Spuren ihre Geschichte (con May Opitz/Ayim y Dagmar Schultz). Orlanda Frauenverlag, Berlin 1986. ISBN 3-922166-21-0.
- Showing Our Colors: Afro-German Women Speak Out. University of Massachusetts Press, Amherst 1991. ISBN 978-0870237591
- Katharina Oguntoye: Eine afro-deutsche Geschichte: Zur Lebenssituation von Afrikanern und Afro-Deutschen in Deutschland von 1884 bis 1950. (An Afro-German Story: About the Living Situations of Africans and Afro-Germans in Germany from 1884 to 1950) Verlag Christine Hoffmann, Berlin 1997. ISBN 3-929120-08-9
- «Mein Coming-out als Schwarze Lesbe in Deutschland» («Mi salida del armario como una lesbiana negra en Alemania»). In: Gabriele Dennert, Christiane Leidinger, Franziska Rauchut (eds.) Bewegung bleiben. 100 Jahre Politik, Kultur und Geschichte von Lesben [Keeping Moving. 100 Years of Lesbian Politics, Culture and History]. Querverlag, Berlin 2007. ISBN 978-3-89656-148-0, Pg. 160–163.
- Contribución en: Sara Lennox: Remapping Black Germany. New Perspectives on Afro-German History, Politics, and Culture. University of Massachusetts Press, Amherst 2016. ISBN 978-1-62534-231-7.